# Inflacija (kosmologija)
U fizičkoj kosmologiji, kosmička inflacija, kosmološka inflacija, ili samo inflacija, teorija je eksponencijalne ekspanzije svemira u ranom univerzumu. Veruje se da je inflatorna epoha trajala od 10−36 sekundi do između 10−33 i 10−32 sekunde nakon Velikog praska. Nakon inflatornog perioda, univerzum je nastavio da se širi, ali sporije. Ubrzanje ove ekspanzije usled tamne energije počelo je nakon što je svemir već bio star preko 7,7 milijardi godina (pre 5,4 milijarde godina).
Teorija inflacije je razvijena tokom kasnih 1970-ih i ranih 80-ih, uz značajne doprinose nekoliko teorijskih fizičara, uključujući Alekseja Starobinskog sa Landau instituta za teorijsku fiziku, Alana Guta sa Univerziteta Kornel i Andreja Linda sa Lebedovog instituta za fiziku. Aleksej Starobinski, Alan Gut i Andrej Lind osvojili su Kavli nagradu 2014. „za pionirski doprinos teoriji kosmičke inflacije“. Ona je dalje razvijena početkom 1980-ih. Njome se objašnjava poreklo strukture kosmosa velikih razmera. Kvantne fluktuacije u mikroskopskom inflatornom regionu, uvećane do kosmičke veličine, postaju seme za rast strukture u univerzumu (vidi formiranje i evolucija galaksija i formiranje strukture). Mnogi fizičari takođe veruju da inflacija objašnjava zašto se čini da je univerzum isti u svim pravcima (izotropan), zašto je kosmičko mikrotalasno pozadinsko zračenje ravnomerno raspoređeno, zašto je univerzum ravan i zašto nisu primećeni magnetni monopoli.
Detaljan mehanizam fizike čestica odgovoran za inflaciju je nepoznat. Osnovna inflatorna paradigma je prihvaćena od strane većine fizičara, pošto su brojna predviđanja modela inflacije potvrđena posmatranjem; međutim, značajna manjina naučnika se ne slaže sa ovom pozicijom. Hipotetičko polje za koje se smatra da je odgovorno za inflaciju naziva se inflaton.
Godine 2002, trojica originalnih arhitekata teorije dobili su priznanje za svoj veliki doprinos; fizičari Alan Gut sa MIT, Andrej Lind sa Stanforda i Pol Štajnhard sa Prinstona podelili su prestižnu Dirakovu nagradu „za razvoj koncepta inflacije u kosmologiji“.[9] Godine 2012. Gut i Lind su nagrađeni Nagradom za proboj u fundamentalnoj fizici za njihov pronalazak i razvoj inflatorne kosmologije.

## Napomene
1. ↑  
In fact temperature anisotropies observed by the COBE satellite in 1992 exhibit nearly scale-invariant spectra as predicted by the inflationary paradigm. Recent observations of WMAP also show strong evidence for inflation.[4]

## Literatura
- Guth, Alan (1997). The Inflationary Universe: The Quest for a New Theory of Cosmic Origins. Perseus. ISBN 978-0-201-32840-0.
- Hawking, Stephen (1998). A Brief History of Time. Bantam. ISBN 978-0-553-38016-3.
- Hawking, Stephen; Gary Gibbons (1983). The Very Early Universe. Cambridge University Press. ISBN 978-0-521-31677-4.
- Kolb, Edward; Michael Turner (1988). The Early Universe. Addison-Wesley. ISBN 978-0-201-11604-5.
- Linde, Andrei (2005). Particle Physics and Inflationary Cosmology. Contemp.concepts Phys. Contemporary Concepts in Physics. 5. стр. 1—362. Bibcode:2005hep.th....3203L. ISBN 978-3-7186-0490-6. arXiv:hep-th/0503203 .
- Linde, Andrei (2006). „Inflation and String Cosmology”. Progress of Theoretical Physics Supplement. 163: 295—322. Bibcode:2006PThPS.163..295L. S2CID 119410403. arXiv:hep-th/0503195 . doi:10.1143/PTPS.163.295.
- Liddle, Andrew; David Lyth (2000). Cosmological Inflation and Large-Scale Structure. Cambridge. ISBN 978-0-521-57598-0.
- Lyth, David H.; Riotto, Antonio (1999). „Particle physics models of inflation and the cosmological density perturbation”. Physics Reports. 314 (1–2): 1—146. Bibcode:1999PhR...314....1L. S2CID 119517140. arXiv:hep-ph/9807278 . doi:10.1016/S0370-1573(98)00128-8.
- Mukhanov, Viatcheslav (2005). Physical Foundations of Cosmology. Cambridge University Press. ISBN 978-0-521-56398-7.
- Vilenkin, Alex (2006). Many Worlds in One: The Search for Other Universes. Hill and Wang. ISBN 978-0-8090-9523-0.
- Peebles, P. J. E. (1993). Principles of Physical Cosmology. Princeton University Press. ISBN 978-0-691-01933-8.

## Spoljašnje veze
- Was Cosmic Inflation The 'Bang' Of The Big Bang?, by Alan Guth, 1997
- Andrew R Liddle (1999). „An introduction to cosmological inflation”. стр. 260. arXiv:astro-ph/9901124 .
- update 2004 by Andrew Liddle
- Covi, Laura (2003). „Status of observational cosmology and inflation”. стр. 67. arXiv:hep-ph/0309238 .
- Lyth, David H. (2003). „Which is the best inflation model?”. стр. 260. arXiv:hep-th/0311040 .
- The Growth of Inflation Symmetry, December 2004
- Guth's logbook showing the original idea
- WMAP Bolsters Case for Cosmic Inflation, March 2006
- NASA March 2006 WMAP press release Архивирано 22 новембар 2013 на сајту
- Max Tegmark's Our Mathematical Universe (2014), "Chapter 5: Inflation"